# Слон (сянци)

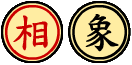
Красный (министр) и чёрный слоны сянци.

Слон — защитная фигура в китайских шахматах сянци. Именно по этой фигуре названа сама игра (象棋 — «игра слонов», или «игра фигурками из слоновой кости»).
В начале игры у каждого игрока есть по два слона, стоящих на 3-й и 7-й вертикалях ближней горизонтали, между советниками и конями.

## Обозначения
Несмотря на то, что в речи слоны обеих сторон называются слонами, фигуры разных сторон обозначаются двумя разными омофонными иероглифами:
- Красный слон — кит. трад. 相, пиньинь xiàng, «сян» — «министр»,
- Чёрный слон — кит. трад. 象, пиньинь xiàng, «сян» — «слон».

Обозначение в западной нотации — E (от англ. Elephant). Изредка (в частности, в материалах Chinese Chess Institute) — B (от англ. Bishop, «епископ»: этот вариант имеет шахматное происхождение).

## Ходы
Слон в сянци не может пересекать реку, и ходит только через узел по диагонали. Таким образом, слонам доступны лишь семь узлов: 2 на ближней горизонтали, 3 на пушечной и 2 на берегу реки («плечи слона»). Слон в сянци не может перепрыгивать через другие фигуры любого цвета. Точка, разрывающая (при ходе в неё) имеющуюся сцепку между слонами (обычно это боковая точка дворца), называется «глаз слона».
Так же, только без запрета перепрыгивать через другие фигуры, ходил алфил в шатрандже и, первое время, слон в произошедших из него западных шахматах. По одной из версий, так слон ходил ещё в чатуранге, от которой в свою очередь произошёл шатрандж.

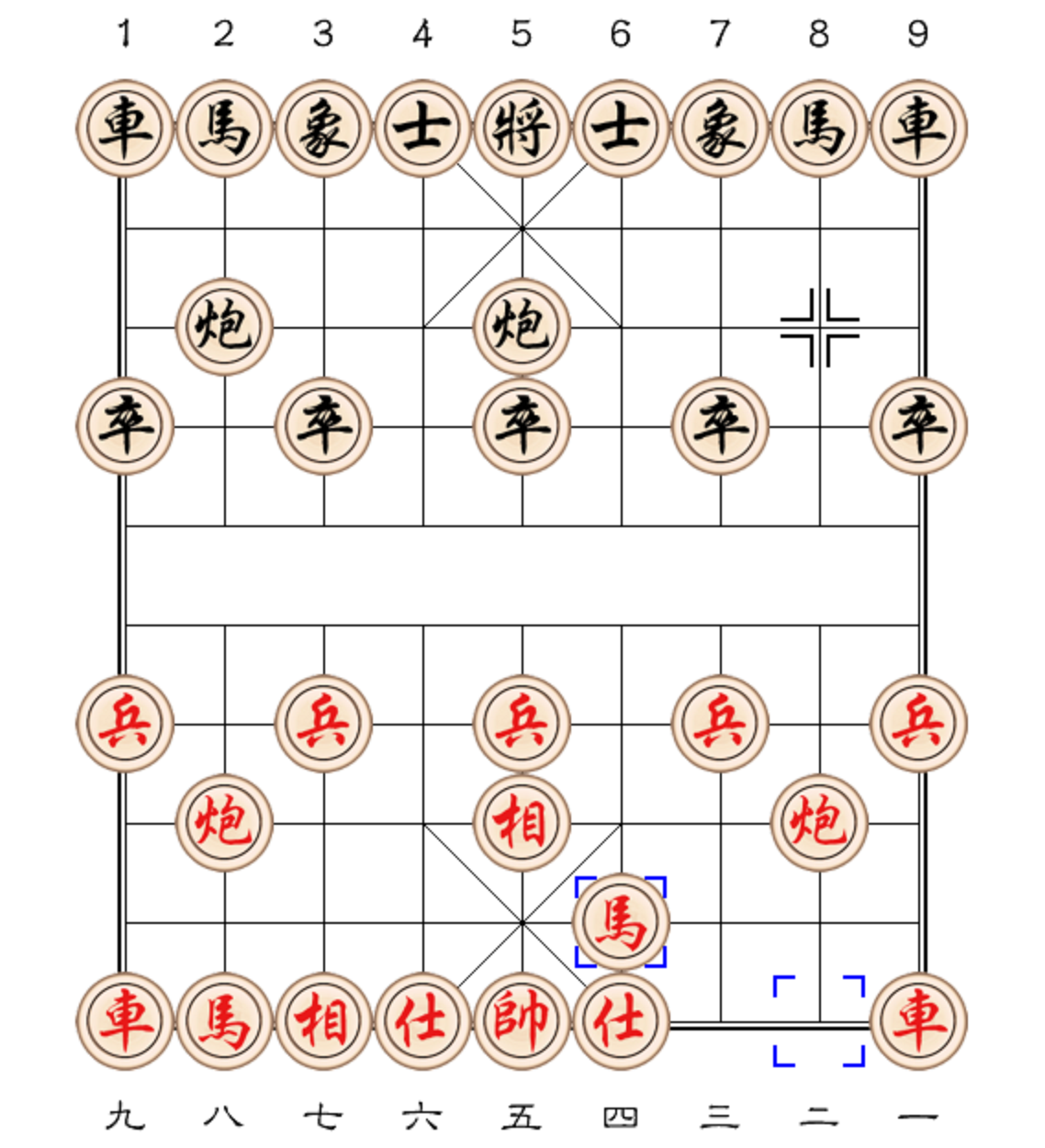
Дебют слона.

## Дебют слона
Первым ходом слон может пойти или на край (такой ход распространён в дебютах с центральной пушкой) или на крышу дворца, сцепляясь с другим слоном и образуя защитное построение, эффективное против ладей (при этом пушки начинают защищать друг друга, так как слон становится их лафетом, и возникает защита от переправы вражеских пешек по 3-й и 7-й вертикалям): такой первый ход называется «дебют слона».
Это относительно редкий защитный дебют, более спокойный, чем с распространённой центральной пушкой. Он требует определённого уровня игры, поэтому новичкам его не советуют. На дебют слона красных чёрные обычно отвечают атакой по центру.
В защитном построении важен выбор: сцеплять ли слонов и советников с одного и того же фланга или с разных флангов.